# Jean Verdier
Jean Verdier, P.S.S. (19 de fevereiro de 1864 - 9 de abril de 1940) foi um cardeal francês da Igreja Católica Romana. Ele serviu como arcebispo de Paris de 1929 até sua morte, e foi elevado ao cardinalato em 1929.

## Biografia
Jean Verdier nasceu de uma família modesta em Lacroix-Barrez, Aveyron, filho de Jean-Baptiste Verdier e Julie Caumel. Estudou no Seminário de Rodez, antes de entrar na Sociedade de São Sulpício, em 1886, em Paris. Ele foi ordenado sacerdote em 9 de abril de 1887 e, em seguida, foi nomeado professor no seminário de Périgueux, até 1898, servindo como seu reitor de 1898 a 1912. De 1912 a 1920, Verdier atuou como professor e superior do Seminário "Des Carmes", em Paris. Ele foi criado cônego honorário da catedral metropolitana de Paris, em 1923, e serviu como Vice-Superior Geral (1926-1929) antes de ser eleito Superior Geral de sua sociedade, em 16 de julho de 1929. Durante o mesmo ano, ele foi nomeado Vigário-geral de Paris (15 de abril) e Protonotário Apostólico (12 de outubro).
Em 18 de novembro de 1929, Monsenhor Verdier foi nomeado arcebispo de Paris, pelo Papa Pio XI. Recebeu a consagração episcopal em 29 de dezembro, do próprio Papa, na Capela Sistina, sendo consagrantes o arcebispo Alfred-Henri-Marie Baudrillart C.O., vigário-geral de Paris, e o bispo Emmanuel-Anatole Chantal de Chanteloup, auxiliar de Paris para os estrangeiros.
No início de seu mandato como arcebispo, ele ordenou que todos os padres franceses realizassem uma "extensa pesquisa" sobre qualquer alcoolismo existente em suas paróquias. Durante seu episcopado, construiu mais de cem igrejas para ministrar aos bairros operários que haviam surgido ao redor de Paris.
Pio XI criou-o Cardeal-presbítero de Santa Balbina, no consistório de 16 de dezembro de 1929; recebeu o chapéu vermelho e o título de S. Balbina, em 19 de dezembro. Monsenhor Verdier foi o primeiro sulpista a ser elevado ao Colégio dos Cardeais. Ele serviu como Legado Especial para vários eventos, entre 1930 e 1939, e foi um dos cardeais que participou do conclave, de 1939 que elegeu o Papa Pio XII.
Um oponente do fascismo, Verdier descreveu a Segunda Guerra Mundial como "uma cruzada ... Estamos lutando para preservar a liberdade das pessoas em todo o mundo, sejam elas grandes ou pequenas, e preservar suas posses e suas próprias vidas. Nenhuma outra guerra teve objetivos mais espirituais, morais e, em suma, mais cristãos". Ele não apenas denunciava regularmente o fascismo do púlpito de sua catedral, como saía frequentemente de seu escritório para trabalhar em um refeitório comunitário administrado pelas Pequenas Irmãs de Paris. Além de seu francês nativo, ele era fluente em alemão e italiano, mas falava pouco inglês, para o qual ele precisava de um intérprete em visitas internacionais.
O Cardeal morreu em Paris, aos 76 anos. O funeral ocorreu na catedral metropolitana de Paris, na presença dos cardeais Achille Liénart, Emmanuel-Célestin Suhard e Jozef-Ernest van Roey. Ele foi enterrado naquela catedral. Sua lápide memorial está no canto sudeste do deambulatório. Há um pequeno museu em sua memória na cripta da igreja de sua cidade natal, Lacroix-Barrez.